# 織田信応
織田 信応（おだ のぶまさ）は、江戸時代中期から後期にかけての丹波国柏原藩の世嗣。通称は重次郎、織部。

## 生涯
宝暦8年（1758年）、柏原藩3代藩主・織田信旧の三男として柏原にて誕生。初名は長煕。同年、子供に恵まれなかった父・信旧は、分家から信憑を養嗣子に迎えていた。
寛政元年（1789年）12月8日、4代藩主・信憑の養子となる。寛政2年（1790年）2月15日、11代将軍・徳川家斉に御目見する。しかし養父に先立ち、享和元年（1801年）5月10日に死去した。享年44。代わって、信憑の長男・信守が嫡子となった。墓所は広徳寺。

## 系譜
- 父：織田信旧（1710-1783）
- 母：不詳
- 養父：織田信憑（1741-1832）
- 正室：信 - 岩城隆恭七女
- 継室：恒子 - 前田利與長女
- 生母不明の子女
  - 長男：織田信古（1794-1847） - 織田信守の養子